# Dějiny vědy
Dějiny vědy začaly postupným formováním vědy z filosofie v antickém Řecku. Jedním z hlavních zlomů v dějinách vědy byla takzvaná vědecká revoluce následující rozmach evropské renesance. Příbuzným oborem dějin vědy jsou také dějiny techniky.

## Starověk
Podle Isaaca Asimova se věda zrodila ve večerních hodinách 28. května 585 př. n. l., když došlo k experimentálnímu potvrzení Thalétovy předpovědi zatmění Slunce. Její kořeny lze nalézt v Mezopotámii a Egyptě zhruba v předchozích dvou tisíciletích, nicméně Thalétovi se připisuje první logický důkaz. Ačkoli nelze vyloučit podobnou myšlenku u některého z jeho předchůdců, pro nás je tím určený počátek formálních věd.  
V dalším rozvoji vědy jako racionálního a soustavného poznávání ustavili Platón a Aristotelés dvě silné tradice, které západní vědu trvale ovlivňují. Platón vychází z pythagorejské tradice a rozlišuje pět matematických „umění“ – aritmetiku, geometrii plochy, geometrii těles, astronomii a harmonii, které umožňují bezpečné a trvalé poznání neměnných, protože nehmotných skutečností (ve starověku se hvězdy nepovažovaly za hmotné). Pod vlivem Sókratovým se ale obrací ke zkoumání člověka a společnosti.
Aristotelés odmítl platónskou koncepci jednotné nejvyšší vědy, ze které by plynuly základy jednotlivých věd. Podle Aristotela je nutné zkoumat každou oblast zkušenosti jinak, „podle ní samé“, a to především pozorováním, a podle toho ustavovat různé vědy. Vědy, které zkoumají přírodu, je třeba systematicky uspořádat, ale nemá smysl hledat jednotný (např. geometrický) princip, z něhož by vycházely. Jejich společným základem nicméně zůstává jednak metafyzika jako nauka o bytí a jsoucnech včetně základních kategorií, jednak logika, která zkoumá zásady správného myšlení, usuzování a argumentace.

## Středověk

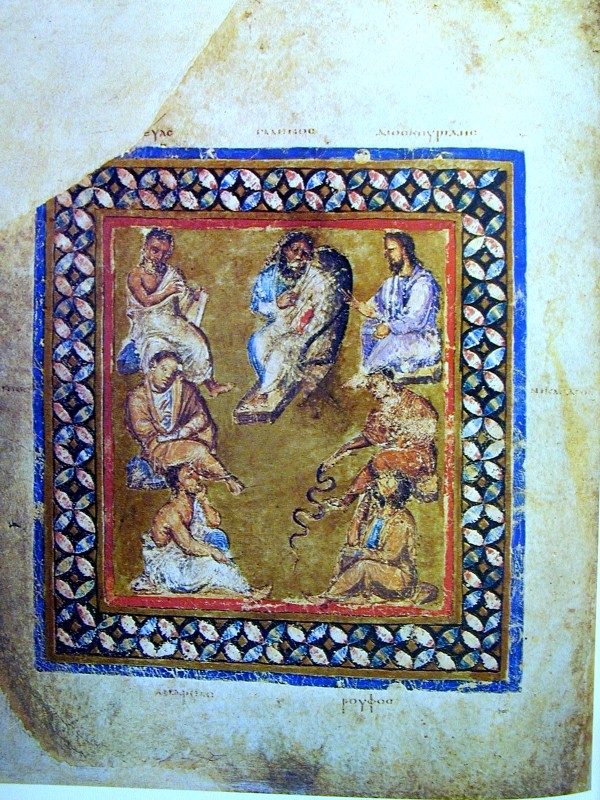
Frontispis Vídeňského Dioskurida, který zobrazuje shromáždění sedmi slavných lékařů

Na Aristotela ve 13. století navázal Tomáš Akvinský, který se pokusil jeho metafyziku spojit s křesťanským učením o Bohu jako stvořiteli a zákonodárci světa. V téže době začíná racionální zkoumání přírodních jevů, například geometrické optiky (Roger Bacon), a to na spíše platónském základě. Nominalisté 14. století podobně zkoumají např. pohyb a tíži a snaží se je matematicky vyjádřit. Tento směr významně obohatí Mikuláš Kusánský, který k tomu navrhl použít běžný praktický a empirický postup vážení a měření.
Renesanční věda je převážně racionalistická a platónská, protože skutečnost lze podle ní pochopit jen na základě matematiky, přesných poměrů a geometrických tvarů (Mikuláš Koperník, Galileo Galilei, Johannes Kepler aj.) René Descartes a Francis Bacon nahlédli možnosti aplikované vědy jako prostředku k ovládnutí světa a jeho sil. Přesto se současně rozvíjí i vědecké pozorování a experiment (Tycho Brahe, William Harvey, Evangelista Torricelli, Christiaan Huygens aj.), což vede k novým aplikacím vědy.

## Vědecká revoluce
Vědecká revoluce je termín užívaný v rámci historiografie a dějin vědy a dějin myšlení k označení řady změn uvnitř evropské vědy, které se projevovaly především během 16. a v 17. století.
Ohraničení vědecké revoluce konkrétními díly a objevy (třeba publikací Koperníkovy heliocentristické koncepce) je ale přehodnocováno. Například kniha Stephana Shapina The Scientific Revolution (1996) pojem a existenci vědecké revoluce zcela popírá. Vědecká revoluce je jedněmi považována za počátek moderní vědy, jiní toto tvrzení vyvracejí a zdůrazňují kontinuitu (tzv. teze o kontinuitě) raně novověké vědy s vědou ve středověku. I přesto je pojem vědecká revoluce smysluplným pojmem pro pochopení a zobecnění některých změn v evropské vědě během raného novověku.
| 1543: Mikuláš Koperník publikoval Šest knih o obězích sfér nebeských, kde definoval heliocentrický model.                                     |
| 1572: Tycho Brahe objevuje supernovu |
| 1600: Giordano Bruno upálen a William Gilbert publikuje knihu O magnetu.                                                                      |
| 1609: Johannes Kepler publikuje Novou astronomii, ve které definuje první tři z Keplerových zákonů.                                           |
| 1620: Francis Bacon vydává knihu Novum organum.                                                                                               |
| 1628: William Harvey vysvětluje v knize Exercitatio anatomica de motu cordis et sanguinis in animalibus princip krevního oběhu lidského těla. |
| 1632: Galileo Galilei vydává knihu Dialogy o dvou největších systémech světa.                                                                 |
| 1637: René Descartes publikuje Rozpravu o metodě.                                                                                             |
| 1665: Isaac Newton formuluje první předpoklady pro gravitační zákon, kalkul a teorii šíření světla.                                           |
| 1687: Isaac Newton vydává knihu Principia mathematica.                                                                                        |

Podle klasické periodizace vědecké revoluce se za první impuls ve vědeckém myšlení raného novověku považuje kniha Mikuláše Koperníka De Revolutionibus orbium coelesticum libri VI („Šest knih o obězích sfér nebeských“), publikovaná v roce 1543. Koperníkův heliocentrický model je považován za první zlomový okamžik vědecké revoluce 16. a 17. století.
Vedle Koperníka je to dílo Johanna Keplera, a to především soubor čtyř Keplerových zákonů o pohybu planet z počátku 17. století (1609). Neméně významné je ale i dílo jeho italského současníka Galilea Galileiho, který přispěl například konstrukcí vylepšeného teleskopu a užití řady kvantitativních a matematických metod zkoumání. V roce 1620 potom Francis Bacon publikoval Novum Organum, ve kterém zdokonalil aristotelskou metodu myšlení a položil tak základy vědecké metody i moderního empirismu. Konečně Isaac Newton na konci 17. století a počátku 18. století rozpracoval Keplerovo a Galileovo dílo a uvedl do vědecké metodologie kategorii kalkulu a definoval gravitační zákon.

## Novověk
Platónskou vědu v 18. století reprezentuje např. Gottfried Wilhelm Leibniz nebo Isaac Newton, kdežto z aristotelské inspirace vychází popisná přírodověda (Karl von Linné) nebo archeologie. Osvícenství žije v naději na definitivní poznání zákonitostí světa (encyklopedisté) a racionální uspořádání lidských záležitostí na tomto základě. Pojetí vědy významně ovlivnil Immanuel Kant, který odmítl celou metafyziku, protože přesahuje možnosti čistého rozumu a nedovede rozřešit ani jeho základní aporie. Věda se má nadále zabývat přírodou jako „říší nutnosti“, která se řídí přesnými zákony, kdežto filosofie k tomu má přispívat zkoumáním možností a mezí rozumového poznání (epistemologie).
V 19. století se věda stává základem vzdělávání a definitivně se dělí na jednotlivé vědy (Auguste Comte). Neobyčejný rozvoj empirických věd nachází praktické uplatnění v technice a v hospodářství (aplikované vědy) a ve fyzice se objevují stochastické metody (termodynamika). Řada věd tak opouští představu přísně deterministické, zákonité skutečnosti a jak se oblast vědeckého zkoumání rozšiřuje na živou přírodu, objevuje se myšlenka evoluce (Charles Darwin). Technické aplikace vědy vedou k velkým úspěchům a vrcholí vynálezem atomové bomby. Současně se ve vědě vynořuje nová myšlenka uspořádání a informace, která se vzápětí technicky realizuje. Od poloviny 20. století se do čela věd dostávají vědy o živé přírodě a současně se komplex hospodářství, vědy a techniky stává terčem environmentalistické i společenské kritiky. Postmoderní proud se snaží rehabilitovat předvědecké a neracionální postupy poznávání i např. léčení.
Od poloviny 20. století se dějiny vědy staly samostatným akademickým oborem s vlastní metodologií. Pro studium dějin novověké vědy navrhl T. S. Kuhn novou teorii, podle níž se střídají období kumulace poznatků a vědecké revoluce, kdy se zásadně mění paradigma vědy.